# Overman King Gainer
Overman King Gainer (OVERMANキングゲイナー Ōbāman Kingu Geinā?) es una serie de anime, producida por el studio Sunrise, bajo la dirección por Yoshiyuki Tomino, reconocido por la serie Gundam y escrita por Ichirō Ōkouchi, salió al aire el día 7 de septiembre del 2002 en la cadena de televisión, WOWOW, terminando su transmisión el día 22 de marzo de 2003, contando con un total de 26 episodios.

## Argumento
Hace mucho, mucho tiempo, un gran cataclismo medioambiental azoto la Tierra y trajo consigo una brutal despoblación. Debido a dicha catástrofe, la humanidad se vio obligada a emigrar a los territorios de Siberia y a vivir confinada en ciudades cúpula llamadas domópolis. La característica principal que rige en la mayoría de las domópolis es llevar una vida subyugada bajo el poder de los nobles que las gobiernan, que controlan el comercio y cobran altos impuestos. Con el paso del tiempo, algunas zonas del mundo se han vuelto habitables de nuevo, lo que ha empezado a llevar a los pobladores de las domos a intentar romper con las ataduras que les unen a ellas, y cambiar sus vidas uniéndose a un movimiento llamado "Exodus" con el fin de llegar a la tierra prometida de Yapan.
Nuestra historia comienza en la domópolis siberiana de Wulgusk, en la que un chico llamado Gainer Sanga es arrestado por la Ferroviaria Siberiana bajo cargos equivocados. Su vida cambiara por completo después de su encuentro en la cárcel con un hombre llamado Gain Bijou.

## Personajes

### Cielos de Yapan
Gainer Sanga
- Voz por: Hirofumi Nojima (Japonés), Darrel Guilbeau (Inglés), Gwen Lebret (Francés)

Sara Kodama
- Voz por: Ai Kobayashi (Japonés), Olivia O'Connor (Inglés), Agnès Manoury (Francés)

Gain Bijou
- Voz por: Otoya Kawano (Japonés), Ron Allen (Inglés), Emmanuel Gradi (Francés)

Princesa Ana Medaiyu
- Voz por: Noriko Kito (Japonés), Michelle Ruff (Inglés), Isabelle Volpe (Francés)

Lioubov Smettana
- Voz por: Ai Futamura (Japonés), Julie Ann Taylor (Inglés),

Adette Kistler
- Voz por: Marika Hayashi (Japonés), Wendee Lee (Inglés), Anne Plumet (Francés)

Bello Korissha
- Voz por: Shusaku Otake (Japonés), Derek Stephen Prince (Inglés)

Meeya Laujin
- Voz por: Yumiko Nakanishi (Japonés), Kate Davis (Inglés)

Louvre Won Dara
- Voz por: Masako Chiba (Japonés), Kate Davis (Inglés)

Mamado Azaf
- Voz por: Rintaro Nishi (Japonés), David Orozco (Inglés)

Hughes Gauli
- Voz por: Toru Kusano (Japonés), Tony Oliver (Inglés), Frederic Popovic (Francés)

Cona Madaya
- Voz por: Mayumi Honda (Japonés), Julie Maddalena (Inglés)

Nann
- Voz por: Jun Irie (Japonés), Midge Mayes (Inglés),

Toun
- Voz por: Yohei Obayashi (Japonés), Dave Mallow (primera voz en inglés), Jim Taggert (segunda voz en inglés)

Elizabeth
- Voz por: Tomoko Hayashi (Japonés), Alexu Greene (Inglés)

#### Cinco Sabios
Gach Wige
- Voz por: Kazuhiko Kishino (Japonés), William Frederick Knight (Inglés)

Citran Vie
- Voz por: Naoki Shirakami (Japonés), Jane Alan (Inglés)

Manman Douton
- Voz por: Mugihito (Japonés), Anthony Mozdy (primera voz en inglés), Joey Lotsko (segunda voz en inglés)

Pelhar Pey
- Voiced by: Hiroaki Harakawa (Japanese), Steve Kramer (English)

### Domópolis de Wulgusk
Duque Medaiyu
- Voz por: Harumi Munechika (Japonés), Russel Thor (Inglés)

### Ferroviaria Siberiana
Cynthia Lane
- Voz por: Rena Mizuki (Japonés), Tara Malone (Inglés), Agnès Manoury (Francés)

Yassaba Jin
- Voz por: Hisao Egawa (Japonés), Michael McConnohie (Inglés), Frédéric Souterelle (Francés)

Kashmir Valle
- Voz por: Keiji Fujiwara (Japonés), Chris Kent (Inglés)

Jaboli Mariela
- Voz por: Maki Tamura (Japonés), Mia Bradly (Inglés)

Kejinan Datto
- Voz por Hiroshi Kitazawa (Japonés), David Lelyveld (Inglés)

Kizz Munt
- Voz por: Seiji Sasaki (Japonés), James Lyon (Inglés)

Enge Gam
- Voz por: Tsuyoshi Koyama (Japonés), Richard George (Inglés)

Ariel Nielson
- Voz por: Hiroshi Takahashi (Japonés), Kurt Strauss (Inglés)

### London IMA
Asuham Boone
- Voz por: Takehito Koyasu (Japonés), Doug Erholtz (Inglés)

Zakki Bronco
- Voz por: Takashi Nakamura (Japonés), Richard Hayworth (Inglés)

### Otros
Karin Boone
- Voz por: Fumiko Orikasa (Japonés), Lynn Fischer (Inglés)

Martina Lane
- Voz por: Toshiko Sawada (Japonés), Barbara Goodson (Inglés)

## Apariciones en videojuegos
Overman King Gainer está incluido en Another Century's Episode 3 para la PlayStation 2 y Another Century's Episode R para la PlayStation 3. La serie hizo su debut en la longeva saga de videojuegos Super Robot Wars en Super Robot Wars Z para la PlayStation 2 y también ha aparecido en Super Robot Wars K para la Nintendo DS.